# Кай Возер
Кай Возер (нім. Kay Voser; нар. 4 січня 1987, Баден) — швейцарський футболіст, захисник клубу «Цюрих».
Насамперед відомий виступами за клуби «Грассгоппер» та «Базель», а також молодіжну збірну Швейцарії.
Чемпіон Швейцарії. Володар Кубка Швейцарії.

## Клубна кар'єра
У дорослому футболі дебютував 2005 року виступами за команду клубу «Ґрассгоппер», в якій провів шість сезонів, взявши участь у 118 матчах чемпіонату.
До складу клубу «Базель» приєднався 2011 року. Наразі встиг відіграти за команду з Базеля 13 матчів в національному чемпіонаті.

## Виступи за збірну
Протягом 2007—2008 років залучався до складу молодіжної збірної Швейцарії. На молодіжному рівні зіграв у 6 офіційних матчах.

## Титули і досягнення
- Чемпіон Швейцарії (1):

«Базель»: 2011–12
- Володар Кубка Швейцарії (1):

«Базель»: 2011-12